# Contea di Paroo
La contea di Paroo è una Local Government Area che si trova nel Queensland. Essa si estende su una superficie di 47.714,50 chilometri quadrati e ha una popolazione di 1.857 abitanti. La sede del consiglio si trova a Cunnamulla.